# Frederik Schwarz
Frederik Schwarz (ved dåben: Friederich Schwartz) (født 15. juni 1753 i København, død 13. juli 1838 i Fredensborg) var en dansk skuespiller, der i en menneskealder var Det Kongelige Teaters mest anvendte kunstner.

## Opvækst og uddannelse
Schwarz, hvis forældre, skomager Gottfried Schwarz (død i oktober 1758) og Cecilie f. Sørensen (død 1. maj 1802), hørte til Sankt Petri Kirkens tyske menighed, fødtes omkring 15. juni 1753 i København og blev efter sin faders død optaget i huset hos menighedens præst Eberhard David Hauber; da denne døde (1765), fortsatte hans søn Ernst Christian Hauber Schwarz' undervisning indtil hans konfirmation.
Da Schwarz derefter skulle vælge sig en levevej, bestemte han sig til at søge optagelse ved det Kongelige Teaters danseskole, fordi han mente ad denne vej hurtigst at kunne tjene ikke blot sit eget udkomme, men også lidt herudover til hjælp for sin moder, der sad i yderst trange kår. Schwarz blev da også i 1767-68 antaget som elev ved danseskolen, og snart efter begyndte han at lære fra sig. '
I denne sin egenskab af danselærer kom han i forbindelse med den Mand, der skulle få afgørende indflydelse på hans liv: Hans Wilhelm von Warnstedt. Den daværende uformuende løjtnant antog ham nemlig til danselærer for en yngre søster; han kom dog hurtig under vejr med lærerens utilstrækkelige kundskaber, men fattede på samme tid så stor godhed for den stræbsomme unge mand, at han tilbød at undervise ham i fransk, og snart udvidede denne undervisning sig til en omfattende såvel æstetisk som social retledning; det var således Warnstedt, der indgav Schwarz, som mellemtiden havde udviklet sig til en flink danser, den fremtidsplan at blive balletmester. En uheldig tilbøjelighed til at skeje ud, som en jævnlig omgang med de franske hofkomedianter bibragte Schwarz, afbrød for en tid dette fortrolige forhold: Warnstedt forbød endog Schwarz sit hus; Schwarz' ærekærhed overvandt snart denne slette tilbøjelighed, og han førte herefter, skønt han ved 1771-72 som figurant at indtræde i hoftruppen kom sine forledere nærmere, så agtværdigt et liv, at Warnstedt ikke blot rakte ham hånden til forsoning, men endog viste ham den tillid at skaffe ham optagelse i frimurerordenen, hvilket da
betragtedes som en stor, for en skuespiller uhørt ære. Han blev optaget som frimurer omkring 1774.

## Skuespillerdebut og fastansættelse
Det var hurtig lykkedes Schwarz at udmærke sig i balletternes komiske partier, og da Gert Londemann i marts 1773 døde, opfordrede det Kongelige Teaters direktion ham til at prøve sine kræfter i dennes roller; Schwarz var noget i tvivl: han havde al udsigt til snarlig at blive den gamle Pierre Laurents efterfølger som balletmester, men tilbuddet fristede ham, og 19. marts 1773 debuterede han på det Kongelige Teater som Henrik i Den uformodentlige Hjemkomst.
Schwarz gjorde stor lykke hos publikum, hvorimod datidens teaterkritiker Peder Rosenstand-Goiske bebrejdede ham, at hans "hele Aktion var en Kopi af Hr. Belleroches, en slet Aktør ved Hoftheatret", men han måtte dog indrømme, at Schwarz var "bedre end nogle af de nye Debutanter i Tjenerrollen". En lignende uenighed mellem publikum og kritik åbenbarede sig ved Schwarz' 2. debut, som Crispin i Crispin Lakaj og Doktor; hans 3. debut var som Oldfux i Ludvig Holbergs Den stundesløse – da var Den dramatiske Journal forstummet
–, og fra det følgende teaterårs begyndelse ansattes Schwarz som skuespiller med 400 rigsdalers årlig gage.
Schwarz var en smuk mand med et fint ansigt og en elegant fremtræden, men hans stemme var spæd og utydelig, ganske uden komisk fylde, hvorfor han hyppig tog sin tilflugt til en stærk grimacering; han indså selv snart det uheldige heri og rettede sine anstrengelser på at skole og uddanne sin stemme. Hans strenge kritiker Rosenstand-Goiske måtte da også efter nogle års forløb indrømme, at han havde "forbedret sin Stemme", og samtidig gav han Schwarz det vidnesbyrd, "at han kan kaldes den eneste ved vort Theater, der har lagt sig
efter og erhvervet sig et ægte Studium i sin Kunst".

## Det Dramatiske Selskab
Schwarz havde nemlig ikke indskrænket sig til at afhjælpe sine tekniske mangler, han havde også ivrig studeret tidens dramaturgiske skrifter og allerede 1775 foretaget – til dels for sine egne sparepenge – en studierejse til Paris. Hjemkommen her fra holdt han dramaturgiske læseøvelser for nogle jævnaldrende – disse fik af de ældre skuespillere øgenavnet "Dunhagens Skoleunger" –, og efter denne forpostfægtning stiftede han sammen med regissøren Niels Hansen, Jacob Arends og Michael Rosing 1777 "det dramatiske Selskab", der havde til formål dels at være sine medlemmer en på gensidig belæring hvilende skole, dels ved mønsteropførelser at blive teatret et eksempel til efterfølgelse.
Schwarz ledede som præses selskabet i begyndelsen med stort held: flere yngre skuespillere og skuespillerinder indmeldte sig, teaterdirektionen overlod selskabet syngeskolen til lokale, og endelig kastede opførelsen af Johannes Ewalds Balders Død på Hofteatret (marts 1778) glans over selskabet, men snart undergravede indre rivninger dets arbejdskraft; på 2 års dagen for dets stiftelse nedlagde Schwarz styret, og inden årets udgang rakte han hånd til dets aflivelse ved en kongelig resolution, der samtidig med at ophæve selskabet gengav Schwarz hans præsesstilling, i det han, der siden overtilsynskommissionens tiltrædelse (marts 1778) som "medinstruktør" havde taget virksom del i instruktionen, nu (december 1779) fik sin myndighed i så henseende yderligere stadfæstet og udvidet som instruktør for de yngre skuespillere.

## Komplot om teatrets ledelse
Denne udnævnelse satte en del ondt blod, og der skumledes over, at den var en tak for sidst fra teatrets administrerende direktør, kammerherre Warnstedt; Schwarz havde nemlig ikke alene givet idéen til teatrets daværende styrelsesform – overtilsynskommissionen af 9. marts 1778 –, men også henledet dennes præses general Eickstedts opmærksomhed på Warnstedt til direktørposten.
Hermed var det gået således til: Schwarz havde nægtet at udføre en ganske ligegyldig birolle, overhofmarskallen grev Christian Frederik Holstein, der havde fattet uvilje mod Schwarz, navnlig efter opførelsen af Balders Død, henviste til Blåtårn, og Schwarz svarede med trussel om øjeblikkelig at tage sin afsked. Under disse forhold kom Schwarz en dag i Samtale med Eickstedt, og resultatet blev et samarbejde mellem de 2 mænd, der gensidig benyttede hinanden til fremme af deres ønsker: Schwarz den mægtige statsminister til at knække Holsteins magt, Eickstedt den ringe aktør til at skaffe sig indflydelse på teatrets styrelse, hvorefter han på grund af sin amourette med jomfru Møller (madam Frydendahl) higede.
8 dage efter denne samtale forelagde Schwarz Eickstedt et fuldt udarbejdet forslag til en omordning af teatrets styrelse, der vandt excellencens bifald; ligeledes lykkedes det Schwarz – dog kun med opbydelsen af al sin snildhed – at indgive Eickstedt tanken om at kalde Warnstedt til administrerende direktør. Hvad de 2 havde udpønset i stilhed, fik kort efter kongelig stadfæstelse.

## Schwarz som instruktør
Stod end således både Eickstedt og navnlig Warnstedt i taknemmelighedsgjæld til Schwarz, lod hans udnævnelse til instruktør sig fuldt ud forsvare under henvisning til, hvad han allerede da havde ydet som kunstner: allerede 2 år forud havde han ved sin udførelse af Figaro i Beaumarchais’ Barberen i Sevilla (februar 1777) vist sig ikke alene som en selvstændig og intelligent kunstner, men tillige som den nye tids repræsentant; også hans virksomhed i "det dramatiske Selskab", frem for alt iscenesættelsen af Balders Død, havde dokumenteret hans instruktørgaver. Han blev også af stor betydning som instruktør så vel for yngre som for ældre, de første ved en omhyggelig direkte undervisning, de andre ved indirekte påvirkning.
Schwarz var ikke fyldt 25 år, da han udnævntes til instruktør, det er derfor intet under, at han endnu ikke var den almenanerkendte kunstner, han senere blev, en halv snes år senere
vidnede Pram netop for "kommende Tider", at Schwarz var "den sande Kunstner, der med ægte Kunstnerflid opdyrkede sit Talent til virkelig eminent Storhed, fortjente derved at sættes til at være Mester for gode Skuespillere og de tilvoxendes Leder og Danner". 40 år gammel stod Schwarz på middagshøjden i sin kunst: "man kan
vel", skriver Peder Horrebow Haste ved denne tid, "uden at træde nogen for nær kalde Schwarz vor største dramatiske Kunstner, især naar man betænker, hvor mange og til Dels heterogene Fag, han spiller".

## Repertoiret
Schwarz' repertoire strakte sig "fra de mest komiske til de mest tragiske Roller, fra den unge Mands til Oldingens" (Haste); med rette kaldte Johan Clemens Tode ham "den største dramatiske Proteus". Et par sammenstillinger af hans repertoires mærkepæle vil vise, hvor stor og omfattende en forvandlingskunstner han var: han spillede med lige natursandhed den adrætte Figaro hos Beaumarchais og den ærværdige d’Orbesson i Faderen, den åbent-ærlige Niels Ebbesen i Levin Christian Sanders drama og den skjult-lumske pater Johan i Ole Johan Samsøes Dyveke, den kække unge løjtnant King i Todes Søofficererne og den vindige gamle Laps Sir Philip Modelove i De 4 Formyndere, den gnavne Hr. von Rosenau i Hververne og den joviale Warberger i Jægerne, den godmodige Sir Peter i Richard Brinsley Sheridans Bagtalelsens Skole og den hidsige Squire Russel i Den skinsyge Kone, den åbenmundede van der Haan i Peter Andreas Heibergs De Vonner og Vanner og den indesluttede Baron v. Harrwitz i Fændrikken; han magtede den dæmoniske uhygge (Loke i Balders Død) og den latterlige fejhed (Jacob von Thyboe), den myndige selvbevidsthed (Robinson i Den bogstavelige Udtydning) og den pjaltede reducerethed (Mr. Mist i Landsbytheatret).
Schwarz blev med årene meget svær og temmelig ubevægelig, derfor indskrænkede han allerede inden sit fyldte 50. år sin Virksomhed til det ældre rollefag, men også på dette begrænsede område viste han sig som en mangfoldig kunstner og spillede "vrantne og joviale, tossegode og fiffige, ængstelige og djærve, blide og strænge, latterligt forelskede og but frastødende Oldinger af alle Stænder og under alle Forhold", som Thomas Overskou beskrev det.

## Sidste tid som skuespiller
I vinteren 1802 indlemmede Schwarz i dette repertoire sit Holbergske mesterstykke mester Herman i Den Politiske Kandestøber, som han dog kun udførte 2 gange, velsagtens fordi han allerede snart herefter begyndte at spore den bristen i hukommelsen, der gør skuespilleren utryg på scenen. Hans sidste nye rolle blev Palnatoke (april 1809), som han kun nødig overtog, da han, hvis puls bankede i takt med den borgerlige skuespildigtning i det 18. århundredes slutning, naturnødvendig følte sig fremmed over for Oehlenschlägers lyrik: allerede den versificerede form voldte ham store vanskeligheder, og hans fremstilling af den nordiske helt nåede ikke op over det respektable.
28. november samme år bevilgedes hans afskedsbegjæring som skuespiller, og 21. marts 1810 takkede han efter at have spillet sir Peter i Bagtalelsens Skole i en epilog publikum for "mange Haande Beviser paa huld Overbærelse, Godhed og Agtelse". Schwarz vedblev at være knyttet til teatret som instruktør, indtil han 22. juni 1816 afgik også fra denne post med fuld gage i pension. 26. december 1816 tog Schwarz, der siden sin afgang som Skuespiller af og til havde vist sig i sine gamle roller, et sidste farvel med publikum først som von Rosenau i Hververne og dernæst i en epilog.
En halv snes år senere meddelte Schwarz den taknemmelig lyttende Thomas Overskou sine teaterminder; på de billeder, han bevarede af fortidens mænd og kvinder, og som den gamle skuespiller til trods for sine 70 år formåede at levendegøre, og på grundlag af de talrige papirer, han testamenterede Overskou, byggede denne for største delen sin fremstilling af den danske scenes vilkaar og personer i det 18. århundrede i sit værk Den danske Skueplads i dens Historie.
Sine sidste år henlevede Schwarz i sløv svækkelsestilstand på Fredensborg, hvor han døde 1838. 1812 var han blevet Ridder af Dannebrog.
Han er begravet på Assistens Kirkegård.

## Schwarz' arbejde for teatervæsenets forbedring
Ved siden af sin skuespillervirksomhed syslede Schwarz med planer til forbedring af standens kår, ligesom han arbejdede på at hæve skuespillernes uddannelse. Fra det første område kan nævnes, at han udkastede planer både til en pensionskasse og til en enkekasse, hvis selvhjælpstanke imidlertid mødte modvilje hos hans kolleger; derimod forenedes han med dem i bestræbelserne for indførelsen af de 5-årige tjenestebeneficer, der bevilgedes ved kongelig resolution af 22. marts 1797.
Fra det andet kan fremhæves, at han fremsatte planen til en "dramatisk Planteskole", hvor Børn med sceniske anlæg skulle undervises og senere spille originale børnekomedier, fremdeles, at han i 1798 holdt foredrag for og øvelser med personalet ved grev Adam Frederik Trampes "odenseiske Nationaltheater", og da dette ophørte, optog Schwarz selv tanken om et provinsteater, der kunne blive en planteskole for det kongelige, i det han 1802 ansøgte om og fik bevilling til at oprette et omrejsende provinsteater med navnet "Kongeligt privilegeret Provinsialtheater". Endnu samme år begyndte Schwarz dettes forestillinger i Helsingør, og i sommeren 1804 foretog han med det, forstærket ved nogle kræfter fra det Kongelige Teater, en kunstrejse gennem Jylland.
Som et udslag af Schwarz' bestræbelser for at hæve skuespillerne til social ligeberettigelse fremkom det andragende, han efter Edvard Storms død (1794) overtalte Rosing til i forening med sig at indgive til teaterchefen, hofmarskal Adam Wilhelm Hauch, om, at "den indre Administration ved alt, hvad angik Repertoirets Fastsættelse, Rollebesætningen,
Opsyn med Stykker og Prøver, Regievæsenet osv., maatte overdrages" dem; Hauchs svar var imidlertid et skarpt nej.

## Skriftlig virksomhed
Schwarz, der havde indført Beaumarchais på den danske scene, udfoldede gennem årene en omfattende oversættervirksomhed: ikke mindre end 34 arbejder opførtes i hans fordanskning; desuden udgav han 3 årgange af en Lommebog for Skuespilyndere (1784-86), hvori han bl.a. leverede en for den tid fortjenstfuld "Historisk Efterretning om den danske Skueplads".
Schwarz ægtede 13. november 1779 Anna Sophie Mayes (døbt i København 18. juli 1750, død 24. oktober 1824), datter af den engelskfødte båndvæver George Mayes og Else Marie Johansdatter (enke efter Samuel Wilckens).

## Gengivelser
- Maleri af Erik Pauelsen (1779, Det Kongelige Teater), efter dette xylografi af J.F. Rosenstand 1880, efter tegning af Hans Tegner (Nær og Fjern, nr. 410 og 411, 1880)
- Maleri af Jens Juel (Statens Museum for Kunst), efter dette stik af Marie-Jeanne Clemens, og efter dette xylografi 1874
- Akvarel af G.J. Keate efter hukommelsen (Det Kongelige Bibliotek), stukket af Johann Friderich Clemens 1794
- Maleri af Jens Juel (Statens Museum for Kunst), efter dette kopi af Vilhelm Henriques (Teatermuseet i Hofteatret)
- Tegning af Cornelius Høyer ca. 1800 (Det Nationalhistoriske Museum på Frederiksborg Slot)
- Satirisk stik af M.W. Schmidt efter tegning af Johannes Wiedewelt
- Stik af Andreas Flint, 1811
- Maleri af Carl August Lorentzen (Frederiksborgmuseet)
- Maleri af J.L. Lund (Det Kongelige Teater), efter dette kopi eller gentagelse (Teatermuseet) og litografi af Julius Friedlænder
- Rollestik af Kloss efter tegning af Peter Cramer
- Tegning af Niels Bredal (Teatermuseet) og af C.C. Andersen (sammesteds)
- Buste af August Saabye (1900, Teatermuseet; Det Kongelige Teater)
- Afbildet sammen med Johannes Ewald o.a. på maleri af Valdemar Neiiendam udstillet 1912